# Hyeokgeose de Silla
Hyeokgeose de Silla est, dans la mythologie coréenne, le roi fondateur du royaume de  Silla. Connu essentiellement à travers le Samguk Yusa (Gestes mémorables des Trois Royaumes), il serait né en -69 d'un œuf violet et aurait régné de -57 à l'an 4. Il a épousé Al-yeong, une femme sortie du flanc d'un dragon et est l'ancêtre de tous les Park de Corée.